# Ureu

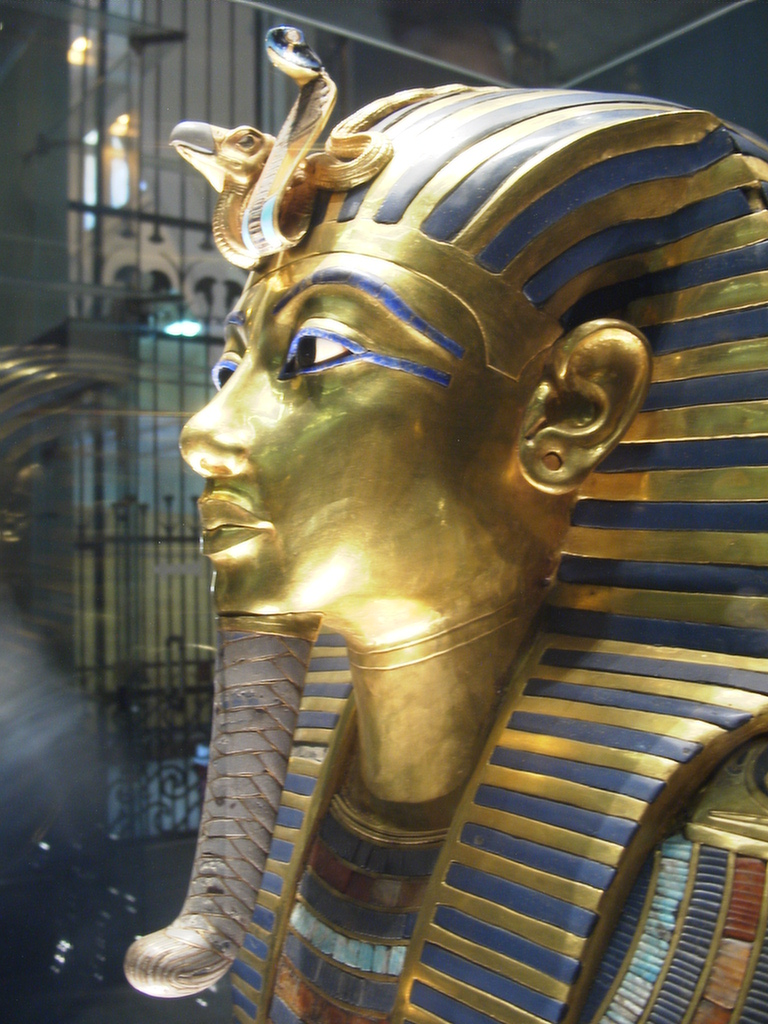
Màscara de Tut-anḫ-Amun (Tutankhamon) portant l' ureu.

L'ureu (llatí: ūraeus; grec antic: οὐραῖος), és una representació de la deessa Uadjet. La imatge de l'ureu va constituir l'emblema protector preferent de molts faraons, que eren els únics que podien portar-lo com a atribut distintiu de la reialesa.

## Etimologia
El mot ureu va ser el terme que va emprar Horapol·ló, un filòsof alexandrí estudiós de l'Alt Egipte, a finals del segle v dC, en el seu tractat  Hieroglyphica , escrit en copte, on mostra una interpretació de 189 jeroglifs, i des de llavors es va mantenir aquest nom. El mot sembla una adaptació al grec de l'egipci antic „iaret (uaret)“ que se sol traduir com „la qui s'està escarpant, la qui s'està dreçant", una referència a la cobra dreçada per a l'atac.

## Iconografia
L'ureu tenia forma de cobra dreçada i, algunes vegades, portava la corona vermella del Baix Egipte i la corona blanca de l'Alt Egipte. La deessa cobra Uadjet (Wadjet, també Wadjit, Uto, Edjo o Buto), solia figurar junt amb la deessa voltor Neḫbet, com a representants de l'Alt i Baix Egipte.

## Mitologia
La deessa Uadjet, originària del delta del Nil, simbolitzava el Baix Egipte, era la deessa protectora del faraó, i era una cobra que actuava protegint déus i faraons a la mitologia de l'antic Egipte i hom li atribuïa la característica de ser molt poderosa. Encarnava les deesses solars.
La deessa Nekhbet, representada com un voltor, era símbol de l'Alt Egipte; deïtat protectora faraó en els naixements, la coronació, les festes de jubileu i a les batalles.
Un dels cinc títols del faraó, el nom de Nebty o Les Dues Deesses (en referència a Nekhbet i a Uadjet) conté l'ureu. L'ureu també apareix representat a la part superior de molts temples i formant part de les corones egípcies, com a diadema subjectant el Nemes (cobricap dels faraons), i en joies o amulets de faraons i déus.
La cobra i les serps en general eren símbols de resurrecció i estaven associades als mites solars del viatge del Sol pel cel i l'inframon egipci, la Duat. Hom les venerava principalment a Buto i en morir es dipositaven en caixes de bronze o fusta, gravades amb relleus d'imatges de serps, que algunes vegades tenien cap humà cobert amb la corona Doble i l'ureu.

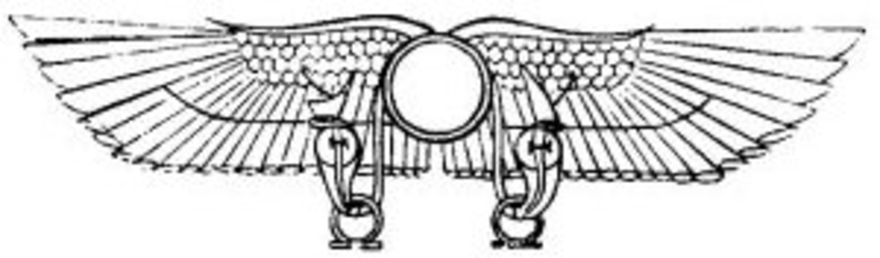
Símbol solar alat amb ureus coronats.